# Aicha Sayah
Pour les articles homonymes, voir Sayah.
Aicha Sayah (en arabe : عائشة الصيّاح), née le 10 juin 1998, est une karatéka marocaine.

## Carrière
Aicha Sayah est médaillée d'argent dans la catégorie des moins de 50 kg aux Jeux méditerranéens de 2018 à Tarragone, perdant en finale face à la Serbe Jelena Milivojčević.
Elle remporte la médaille d'argent des moins de 50 kg et la médaille de bronze de kumite par équipe aux Championnats d'Afrique 2018 à Kigali.
Elle remporte la médaille d'or en kumite des moins de 50 kg aux Championnats d'Afrique de karaté 2019 à Gaborone. 
Elle remporte la médaille d'or des moins de 50 kg ainsi que la médaille d'or par équipes aux Jeux africains de 2019 à Rabat.